# Холодильна шафа

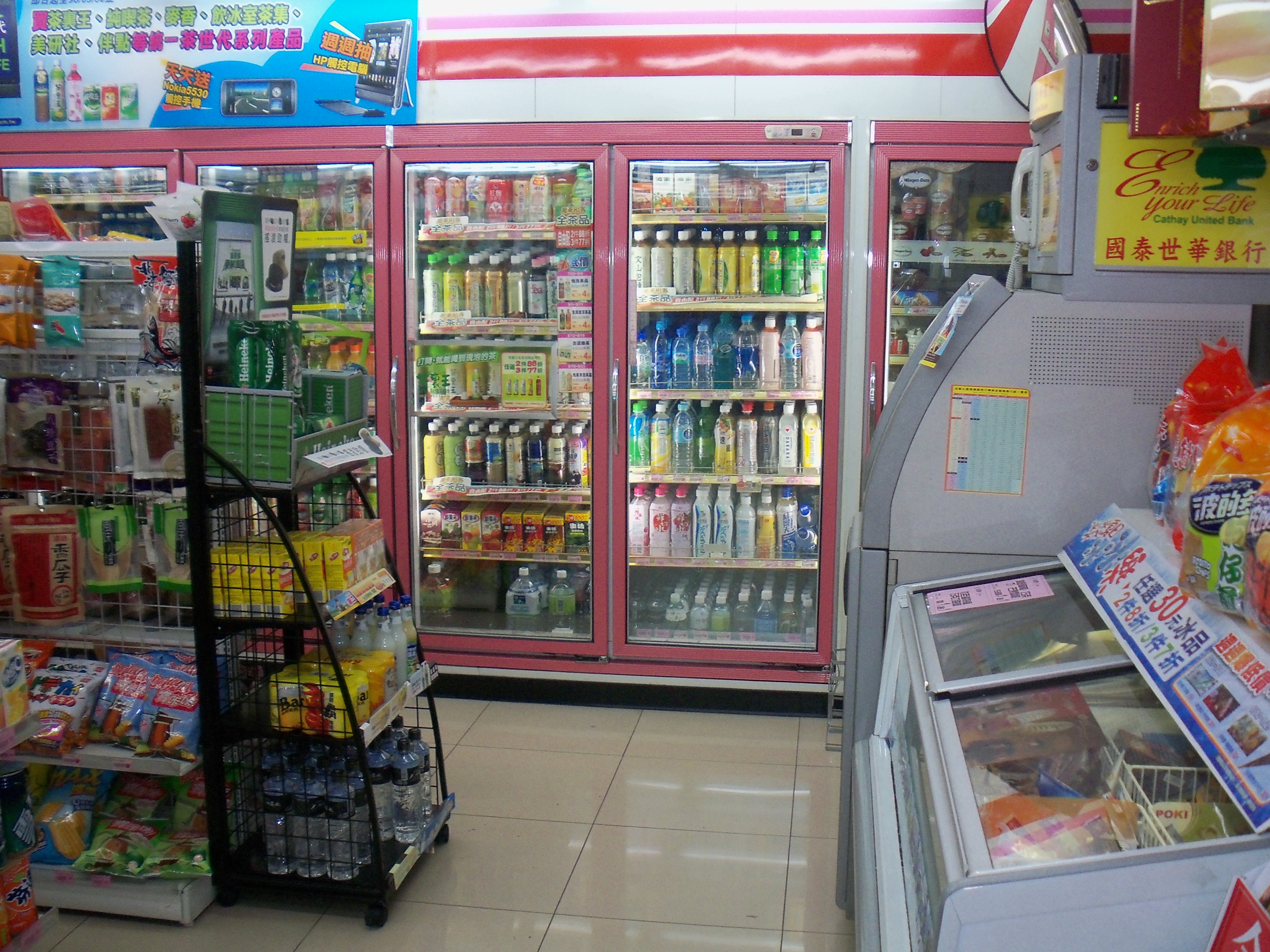
Холодильна шафа зі скляними дверима (в глибині) та холодильний прилавок (праворуч)

Холоди́льна ша́фа — це холодильне обладнання, яке призначається для короткочасного зберігання і демонстрації охолоджених продуктів харчування, а також безалкогольних напоїв. Вони застосовуються для підсобного або складського зберігання невеликої кількості продуктів на кухнях, а також гарячих цехах в ресторанах, кафе, барах, їдальнях. 
Холодильні шафи можуть бути зі скляними або з глухими металевими дверима.
Великого поширення набули холодильні шафи зі скляними дверима, завдяки об’єднанню функцій холодильника та прилавка у сфері продажу продуктів харчування та напоїв. В аптеках їх застосовують для зберігання фармацевтичних ліків, для яких обов'язково дотримання певних температурних умов зберігання.